# The Best in Town
The Best in Town è il secondo album in studio del gruppo post-hardcore gallese The Blackout, pubblicato nel 2009.

## Tracce
1. Shut-the-Fuck-Uppercut – 3:14
2. Save Our Selves (The Warning) – 3:35
3. Top of the World – 3:28
4. The Fire – 3:31
5. Children of the Night – 2:57
6. Said and Done – 3:22
7. Silent When We Speak – 4:13
8. I Love Myself and I Wanna Live – 3:14
9. This Is Why We Can't Have Nice Things (feat. Josh Franceschi) – 3:33
10. We're Going to Hell... So Bring the Sunblock – 3:10